# Trois Ponts sur la rivière
Pour plus de détails, voir Fiche technique et Distribution.
Trois Ponts sur la rivière est un film français réalisé par Jean-Claude Biette, sorti en France le 7 avril 1999.

## Fiche technique
- Titre original : Trois Ponts sur la rivière
- Réalisation : Jean-Claude Biette
- Scénario : Jean-Claude Biette
- Photographie : Emmanuel Machuel
- Décors : Philippe Théaudière et Zé Branco
- Montage : Claudine Merlin
- Production : Gemini Films et Madragoa Filmes
- Producteur : Paulo Branco et Marielle Duigou
- Distributeur : Gemini Films
- Genre : comédie dramatique
- Format : couleur - 35 mm - Dolby SRD - 2,35:1
- Durée : 117 minutes
- Pays :  France
- Dates de tournage : été 1998
- Langue originale : français, portugais
- Date de sortie : 
  -  Allemagne : 19 février 1999 (Berlinale)
  -  France : 7 avril 1999

## Distribution
- Jeanne Balibar : Claire
- Mathieu Amalric : Arthur Echéant
- Thomas Badek : Frank Opportun
- André Baptista : Ricardo
- Sara Paz : Rita
- Michèle Moretti : Madame Plume
- Isabel Ruth : l'assistant du professeur
- Marilyne Canto : Sophie, l'amie de Claire
- Frédéric Norbert : Charles
- Marc Susini : Salomon Pernety